# Campionato Nazionale 1926-1927
La stagione 1926-1927 è stato il dodicesimo Campionato Nazionale, e ha visto campione l'Hockey Club Davos.

## Gruppi

### Serie Est
| St. Moritz 25 dicembre 1926 | St. Moritz | 1 – 2 referto | Davos |  |

### Serie Ovest

#### Semifinali
| Château-d'Oex 19 dicembre 1926 | Château-d'Œx | 13 – 1 referto | Caux |  |

| Château-d'Oex 19 dicembre 1926 | Rosey-Gstaad | 15 – 0 referto | Star Lausanne |  |

#### Finale
| Château-d'Oex 19 dicembre 1926 | Rosey-Gstaad | 5 – 1 referto | Château-d'Œx |  |

## Finale
| Gstaad 2 gennaio 1927 | Rosey-Gstaad | 1 – 7 referto | Davos | (1.200 spett.) |

## Verdetti
| Campionato Nazionale 1926-1927 | Campionato Nazionale 1926-1927 |
| ------------------------------ | ------------------------------ |
| Campionato Nazionale           | Davos                          |